# Hans Wallengren
Hans Ture Sigurd Wallengren (født 24. november 1864, død 7. juli 1938) var en svensk zoolog. Han var søn af Janne Wallengren.
Wallengren blev student 1886, Dr. phil. 1897 og var derefter knyttet til Lunds Universitet først som docent og amanuensis og 1905-1929 som professor. Af hans videnskabelige arbejder kan nævnes dels en række fortræffelige undersøgelser over de ciliate infusorier, dels forskellige studier på biologisk og fysiologisk område, således over muslingernes næringsoptagelse og insekternes åndedræt. Megen påskønnelse, også i videre kredse, vandt endelig hans Lärobok i biologi.